# 알오로바 FC
알오루바(아랍어: نادي العروبة)는 사우디아라비아에 위치한 사카카를 연고로 하는 축구팀이다. 이 팀은 1975년에 창단하였다.

## 선수 명단

### 현역
참고: FIFA 자격 규정에 따라 소속된 국가대표팀 국기를 표시합니다. 선수는 복수의 FIFA 비회원국 국적을 가지고 있을 수 있습니다.
| 번호 | 포지션 | 국적   | 이름               |
| ---- | ------ | ------ | ------------------ |
| 3    | DF     | 모로코 | 이스마엘 칸두스    |
| 5    | DF     |        | 퀴르트 주마        |
| 14   | FW     | 요르단 | 모한나드 아부 타하 |

| 번호 | 포지션 | 국적   | 이름              |
| ---- | ------ | ------ | ----------------- |
| 91   | FW     | 예멘   | 압둘아지즈 마스놈 |
| 99   | FW     | 시리아 | 오마르 알소마     |

### 역대
틀:알오로바 FC 선수 명단